# 桂林航空
桂林航空有限公司（英語：Air Guilin Company Limited）是海南航空旗下的一家航空公司，总部及主运营基地均设在广西壮族自治区桂林市。桂林航空于2015年9月获中国民航局批准筹建，并于2016年4月取得营业执照。桂林航空由桂林旅游发展总公司和桂林航空旅游集团有限公司共同出资组建，注册资本为6亿元，海航旅游集团及首都航空通过桂林航空旅游集团有限公司间接持股40%。
海航集团破产重组后，其控股权存在纠纷，桂林国资与重组后的海航集团均自称为桂林航空的控股公司，一度导致桂林航空于2023年11月至2024年1月间停航三个月。2月起在桂林国资实控下运行。

## 机队

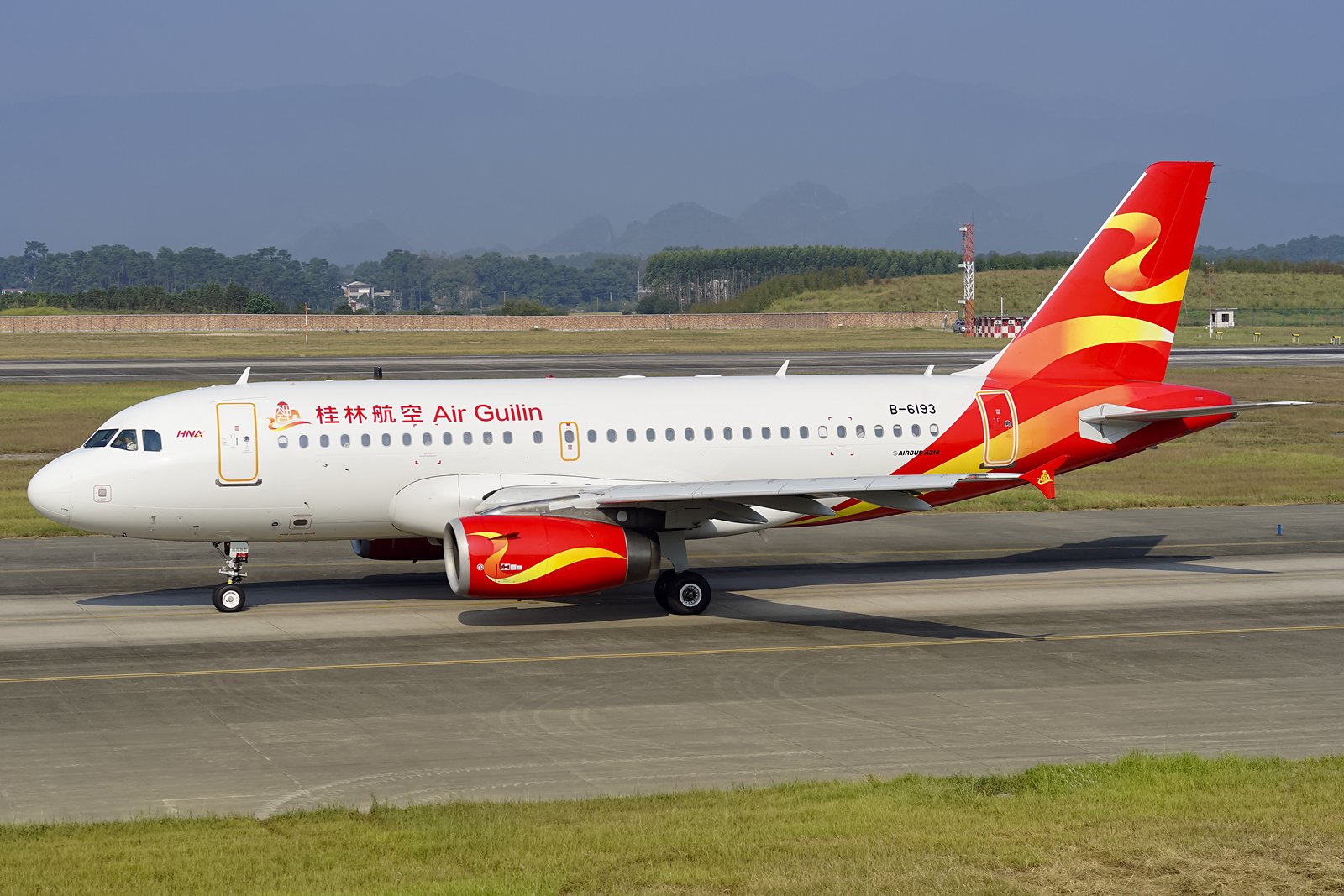
桂林航空空中客车A319客机于桂林两江国际机场

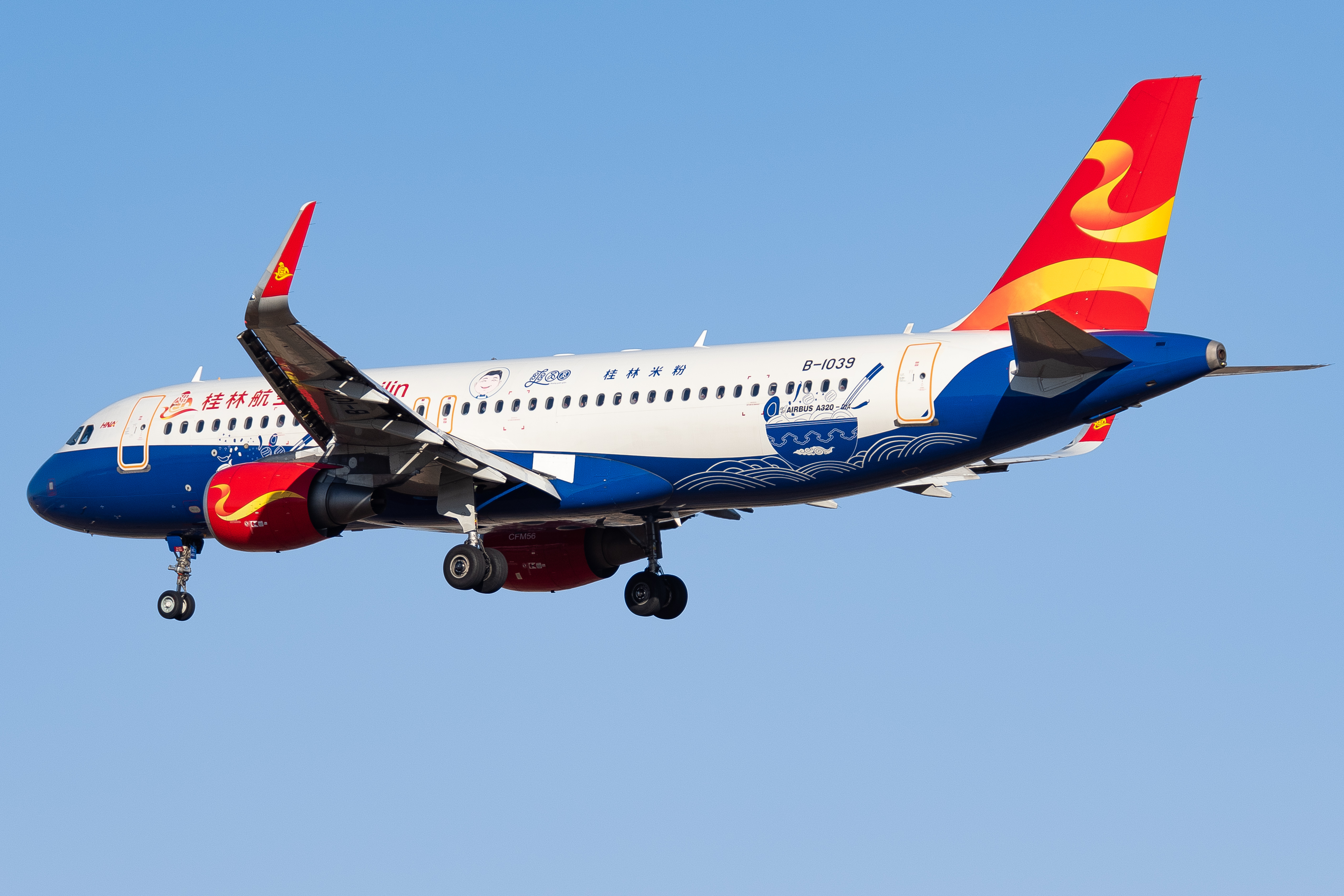
桂林航空A320（桂林米粉彩绘机）

- 2架空中客车A319：B-6192“桂林号”、B-6193
- 8架空中客车A320：B-1040“两江四湖象山号”、B-1032、B-8663、B-1037“猫儿山泉号”、B-301C、B-1039“爽圆圆桂林米粉号”、B-1061“桂林罗汉果号”、B-1060“龙胜龙脊梯田号”

## 事件

### 驾驶舱违规入侵
2019年11月3日，有新浪微博用户发现一条微博中一名乘客着装的女性在一架民航客机的驾驶舱中的照片。经过初步辨认，照片中驾驶舱细节显示这架客机正在执行航班，而杯架上的纸杯显示这架客机疑似属于桂林航空。次日，桂林航空发表声明，确认事发于当年1月4日由桂林飞往扬州的GT1011次航班上。该公司在调查后决定对当班机长予以终身停飞的处罚，其余机组人员予以无限期停飞处罚并对其进行进一步调查。桂林航空11月5日发布调查报告2019-618号文件密级为公开的《关于给予桂林航空乘客进入驾驶舱违规事件责任人处分的通报》。

### 停航风波

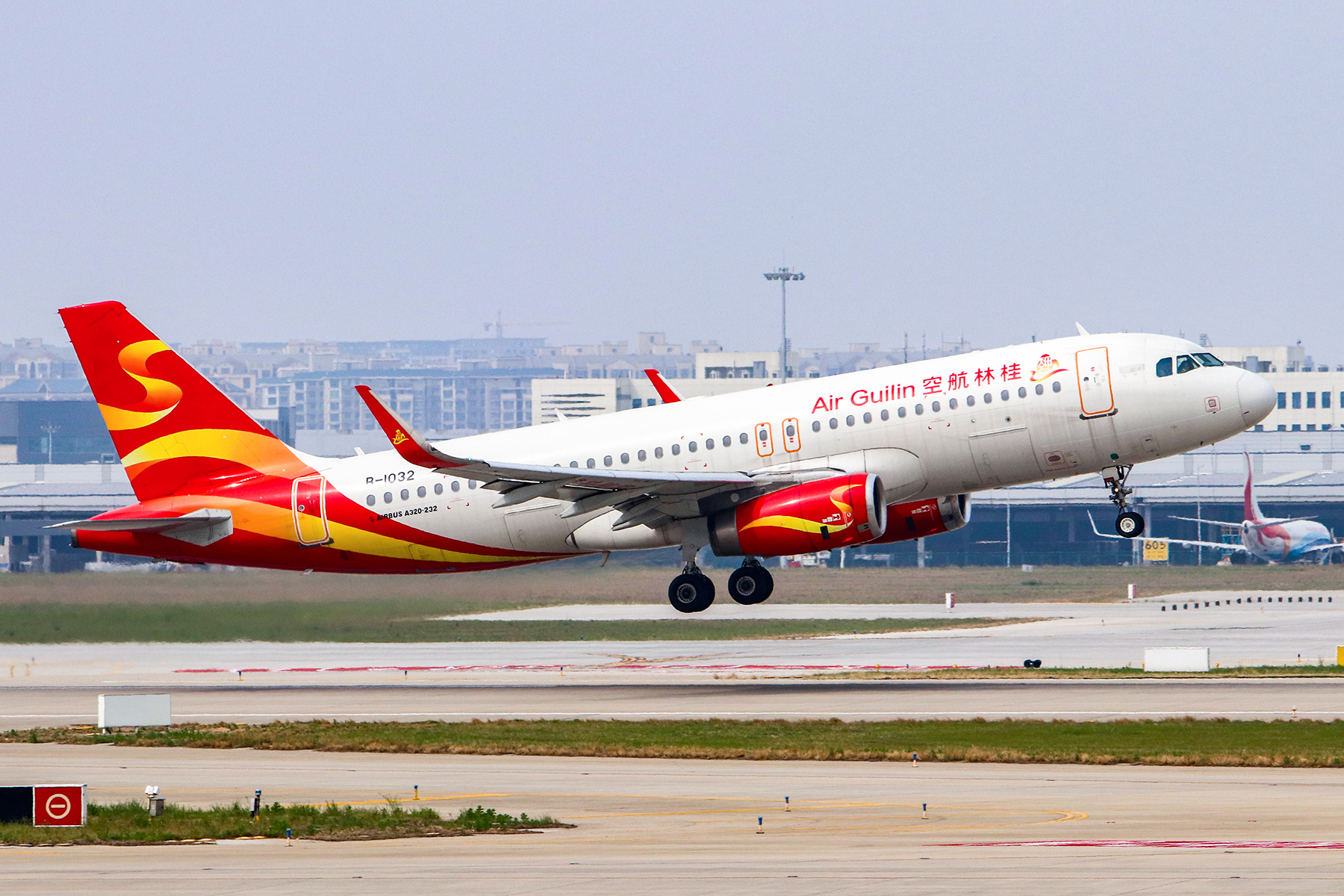
复航后的桂林航空客机（2024年4月），机身前部原有的海航集团“HNA”标识已被抹去

2023年11月，海航航空集团旗下的桂林航空因股东争端而停飞，11月3日后的大量航班停售、取消。据一份海南航空的材料指出，自2023年11月2日起，海航航空集团关联企业将根据协议依法依规中止为桂林航空提供航材供应、航空维修、信息系统等保障服务。每经网根据裁判文书网信息，2022年8月桂林航空就与海航存在维修服务欠款纠纷，涉及金额超过4000万，最终双方达成调解，直到2023年11月矛盾爆发。
海航航空集团称，桂林航空为海航集团实际控制企业，“桂林航空旅游集团有限公司对桂林航空实际享有100%股权的权益”。而桂林航空的另一股东，桂林国资企业桂林交投则不认可海航的控制权，并升级了其对桂林航空的管控。双方协商未果，最终海航向桂林航空提交中止服务、解除协议的函件。
2024年2月1日，桂林航空宣布复航桂林至天津航线。界面新闻援引海航消息人士报道，复航前数月，飞机频繁飞往沈阳，疑似通过支持飞机大修的中国南方航空沈阳飞机维修基地替代海航技术获得保障，复航时已基本组建机务维修团队；复航从吉祥航空获得运行系统的支持；但归属权纠纷并未解决。海航方面发布公告称未参与桂林航空的复航，「安全，服务，运行，经营等责任均与海航航空集团无关」。而桂林交投则声明称桂林航空已完成维修体系和运行系统的升级，「不属于已破产重整的海航航空集团」。